# Ochsenhorn
Ochsenhorn är en bergstopp i Österrike.   Den ligger i förbundslandet Salzburg, i den centrala delen av landet, 290 km väster om huvudstaden Wien. Toppen på Ochsenhorn är 2 513 meter över havet, eller 1 306 meter över den omgivande terrängen. Bredden vid basen är 10,2 km. Ochsenhorn ingår i Loferer Steinberge.
Terrängen runt Ochsenhorn är bergig åt nordost, men åt sydväst är den kuperad. Närmaste större samhälle är Saalfelden am Steinernen Meer, 18,7 km sydost om Ochsenhorn. 
I omgivningarna runt Ochsenhorn växer i huvudsak blandskog. Runt Ochsenhorn är det ganska glesbefolkat, med 36 invånare per kvadratkilometer.